# Тарантас

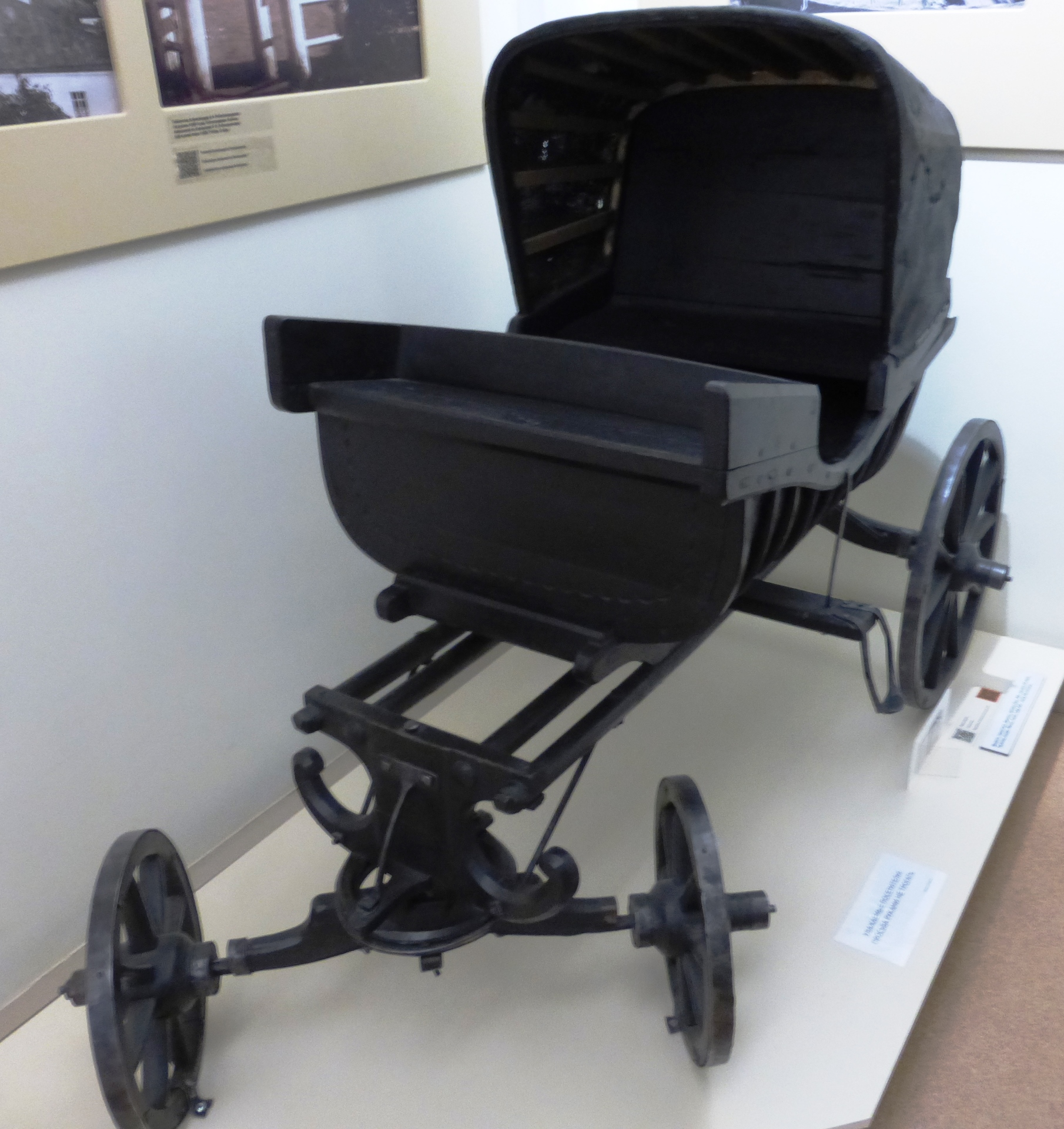
Тарантас. Экспонат Национального музея Республики Карелия

Таранта́с — четырёхколёсная конная повозка на длинных дрогах (продольной раме), уменьшающих дорожную тряску в длительных путешествиях.

## История
Была распространена в России первой половины XIX века. Рассчитана, как правило, на четырёх пассажиров. Происхождение слова неизвестно: этимологический словарь Фасмера перечисляет ряд вариантов от вятских говоров до древне-индийских корней с пометкой «недостоверно».
В 1840 году писатель В. А. Соллогуб опубликовал повесть «Тарантас». Главный «герой» повести передвигался силой трёх лошадей:

Но что за тарантас, что за удивительное изобретение ума человеческого!.. Вообразите два длинные шеста, две параллельные дубины, неизмеримые и бесконечные; посреди них как будто брошена нечаянно огромная корзина, округленная по бокам, как исполинский кубок, как чаша преждепотопных обедов; на концах дубин приделаны колеса, и все это странное создание кажется издали каким-то диким порождением фантастического мира, чем-то средним между стрекозой и кибиткой.

Когда в 1855 году Н. Н. Муравьёв затеял чистку аппарата чиновников своей канцелярии, «под раздачу» попал и служивший в ней Соллогуб. Муравьёву приписывают слова: «Вы автор „Тарантаса“? Ну, так можете сесть в ваш тарантас и уехать!». Не менее ироничен к тарантасу был и Александр Дюма:

Вообразите себе огромный паровозный котёл на четырёх колёсах с окном в передней стенке, чтобы обозревать пейзаж, и отверстием сбоку для входа. Подножка для тарантаса ещё пока не изобретена. Мы попадали в него с помощью приставной лесенки, которую по мере надобности прилаживали или убирали… …Поскольку тарантас не подвешен на рессорах и не имеет скамеек, он устлан изнутри соломой, которую не в меру щепетильные пассажиры могут, если пожелают, сменить.

## Тарантас в искусстве
- В селе Никольское-на-Черемшане установлена скульптурная композиция по повести В. А. Соллогуба «Тарантас» написанной в селе в 1845 году[4].